# Баскетболистка года конференции Big 12
Баскетболистка года конференции Big 12 (англ. Big 12 Conference Women's Basketball Player of the Year) — ежегодная баскетбольная награда, вручаемая по результатам голосования лучшей баскетболистке среди студенток конференции Big 12, входящей в первый дивизион NCAA. Голосование проводится среди главных тренеров команд, входящих в конференцию (на данный момент их десять), к тому же свои голоса тренеры подают после окончания регулярного чемпионата, но перед стартом турнира плей-офф, то есть в самом начале марта, причём они не могут голосовать за своих собственных игроков. Награда была учреждена и впервые вручена Тамеке Диксон из Канзасского университета в сезоне 1996/97 годов, через три года после официального образования конференции (25 февраля 1994 года).
Несмотря на то, что конференция называется Big 12 (изначально в неё входило 12 команд), она состоит только из десяти команд, после ухода из неё в 2011 году Небраскского университета в Линкольне и Колорадского университета в Боулдере, а в 2012 году — Миссурийского университета и Техасского университета A&M. Также в 2012 году в неё включили Техасский христианский университет и Университет Западной Виргинии. Конференцию Big 12 не следует путать с конференцией Big Ten, которая в данный момент состоит из двенадцати команд и представляет совсем другой регион страны.
Пять игроков, Стейси Дейлс, Николь Оди, Кортни Пэрис, Бриттни Грайнер и Налисса Смит, получали этот приз несколько раз, причём Пэрис и Грайнер выигрывали его трижды. Чаще других лауреатами этой премии становились баскетболистки Бэйлорского университета (10 раз) и университета Оклахомы (7 раз).

## Легенда
|                 | Сообладатели награды |
| *               | Становились лауреатами Приза имени Джеймса Нейсмита (1983—), Приза имени Джона Вудена (2004—) или Приза имени Маргарет Уэйд (1978—) |
| Игрок (X)       | Количество титулов баскетболисток                                                                                                   |
| Университет (X) | Количество титулов университетов |

## Победители
| Сезон   | Игрок                | Фото | Университет                               | Позиция             | Год обучения | Примечания |
| ------- | -------------------- | ---- | ----------------------------------------- | ------------------- | ------------ | ---------- |
| 1996/97 | Тамека Диксон        |      | Канзасский университет                    | Защитник            | Четвёртый    | [ 1 ]      |
| 1997/98 | Алисия Томпсон       |      | Техасский технологический университет     | Форвард             | Четвёртый    | [ 2 ]      |
| 1998/99 | Энджи Бразил         |      | Техасский технологический университет (2) | Форвард             | Четвёртый    | [ 3 ]      |
| 1999/00 | Филеша Уэйли         |      | Университет Оклахомы                      | Форвард             | Четвёртый    | [ 4 ]      |
| 2000/01 | Стейси Дейлс         |      | Университет Оклахомы (2)                  | Защитник / Форвард  | Третий       | [ 5 ]      |
| 2001/02 | Стейси Дейлс (2)     |      | Университет Оклахомы (3)                  | Защитник / Форвард  | Четвёртый    | [ 6 ]      |
| 2002/03 | Николь Оди           |      | Университет штата Канзас                  | Форвард / Центровая | Третий       | [ 7 ]      |
| 2003/04 | Николь Оди (2)       |      | Университет штата Канзас (2)              | Форвард / Центровая | Четвёртый    | [ 8 ]      |
| 2004/05 | Кендра Уэкер         |      | Университет штата Канзас (3)              | Форвард             | Четвёртый    | [ 9 ]      |
| 2005/06 | София Янг            |      | Бэйлорский университет                    | Форвард             | Четвёртый    | [ 10 ]     |
| 2006/07 | Кортни Пэрис         |      | Университет Оклахомы (4)                  | Центровая           | Второй       | [ 11 ]     |
| 2007/08 | Кортни Пэрис (2)     |      | Университет Оклахомы (5)                  | Центровая           | Третий       | [ 12 ]     |
| 2008/09 | Кортни Пэрис (3)     |      | Университет Оклахомы (6)                  | Центровая           | Четвёртый    | [ 13 ]     |
| 2009/10 | Келси Гриффин        |      | Небраскский университет в Линкольне       | Форвард             | Четвёртый    | [ 14 ]     |
| 2010/11 | Бриттни Грайнер      |      | Бэйлорский университет (2)                | Центровая           | Второй       | [ 15 ]     |
| 2011/12 | Бриттни Грайнер* (2) |      | Бэйлорский университет (3)                | Центровая           | Третий       | [ 16 ]     |
| 2012/13 | Бриттни Грайнер* (3) |      | Бэйлорский университет (4)                | Центровая           | Четвёртый    | [ 17 ]     |
| 2013/14 | Одисси Симс*         |      | Бэйлорский университет (5)                | Защитник            | Четвёртый    | [ 18 ]     |
| 2014/15 | Нина Дэвис           |      | Бэйлорский университет (6)                | Форвард             | Второй       | [ 19 ]     |
| 2015/16 | Бриттни Мартин       |      | Университет штата Оклахома в Стиллуотере  | Защитник            | Четвёртый    | [ 20 ]     |
| 2016/17 | Брук Маккарти        |      | Техасский университет в Остине            | Защитник            | Третий       | [ 21 ]     |
| 2017/18 | Калани Браун         |      | Бэйлорский университет (7)                | Центровая           | Третий       | [ 22 ]     |
| 2018/19 | Бриджет Карлтон      |      | Университет штата Айова                   | Защитник            | Четвёртый    | [ 23 ]     |
| 2019/20 | Лорен Кокс           |      | Бэйлорский университет (8)                | Форвард / Центровая | Четвёртый    | [ 24 ]     |
| 2020/21 | Налисса Смит         |      | Бэйлорский университет (9)                | Форвард             | Третий       | [ 25 ]     |
| 2021/22 | Налисса Смит (2)     |      | Бэйлорский университет (10)               | Форвард             | Четвёртый    | [ 26 ]     |
| 2022/23 | Эшли Джоунс          |      | Университет штата Айова (2)               | Защитник / Форвард  | Четвёртый    | [ 27 ]     |
| 2023/24 | Мэдисон Букер        |      | Техасский университет в Остине (2)        | Форвард             | Первый       | [ 28 ]     |
| 2023/24 | Скайлар Ванн         |      | Университет Оклахомы (7)                  | Форвард             | Четвёртый    | [ 28 ]     |
| 2024/25 | Хейли Ван Лит        |      | Техасский христианский университет        | Защитник            | Четвёртый    | [ 29 ]     |